# Robert Prentice
Robert Prentice, född 4 juli 1917, död juni 1987, var en friidrottare från Australien. Han deltog vid olympiska sommarspelen 1952.